# Cerveza Pilsen (Paraguay)

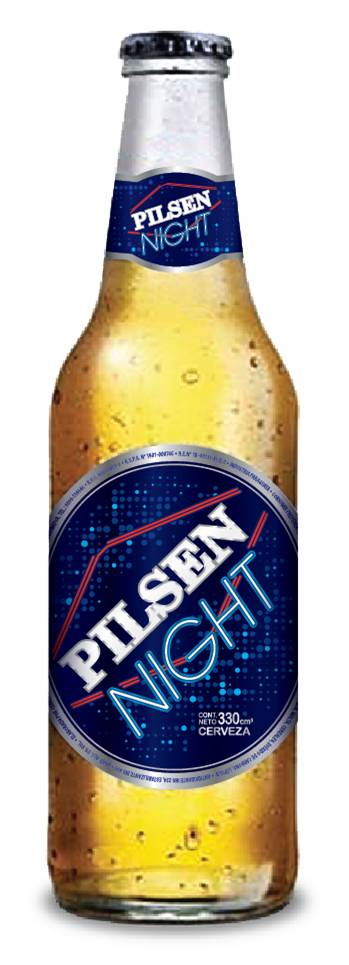
Una botella de Pilsen Night

Pilsen es una marca de cerveza tipo Pilsener, de baja fermentación, creada el 12 de octubre de 1912. Es la marca de cerveza más antigua en el mercado paraguayo, producida por Cervercería Paraguaya S.A, empresa integrada al actualmente grupo Anheuser-Busch InBev.

## Perfil de la cerveza
Es una cerveza de color dorado pálido, cuerpo moderado, caracterizada por su delicado sabor y aroma a lúpulo fresco y a ésteres frutales. Posee un ligero sabor a malta tostada, amargor balanceado,  buena espuma, fino acabado y una graduación alcohólica de 5%. La Pilsen Tradicional, es la más consumida de esta Marca, pero también tiene buena aceptación la Pilsen Night, Pilsen Bock.

## Premios
En junio de 2005, Pilsen se convirtió en el primer producto paraguayo en recibir la medalla de plata a la calidad, otorgada por el Instituto Monde Selection, organismo internacional con sede en Bruselas, Bélgica. El Monde Selection es considerado uno de los más importantes de calificación de calidad en el mundo, debido a su trayectoria. Es una iniciativa belga que cuenta con el soporte de laboratorios aprobados por el Ministerio de Salud Pública de Bélgica y acreditados por el Ministerio de Economía de ese país.
En mayo de 2006, Pilsen obtuvo la medalla de plata en el World Beer Cup, que es considerada como las olimpiadas de la cerveza, organizada por la Brewers Association. Fue premiada en la categoría "American Cream Ale or Lager", en la cual compitieron 22 marcas de distintos países.
El International Taste & Quality Institute - iTQi - (Instituto Internacional de Sabor y Calidad), distinguió a Pilsen con el Superior Taste Award 2009. El iTQi es la organización independiente, con sede en Bruselas, de chefs y sumilleres dedicada a juzgar y promover bebidas y alimentos de sabor superior. También recibió distinciones en los años 2010, 2011, 2012 y 2013.

## Pilsen Urbano
El 19 de diciembre de 2013, Pilsen lanzó una Edición Especial con dos ilustraciones del artista Oz Montanía. Además, promovió la elaboración de un mural ubicado sobre la Calle Oliva entre Ayolas y O'Leary de Asunción, a cargo de Montanía y de Rolo Ocampos.

## Pilsen Rock
Pilsen Rock fue una serie de festivales patrocinado por la marca Pilsen. Convocó a artistas paraguayos como de otras nacionalidades. Fue realizado en los años 2004, 2005 y 2006. 
El primer Pilsen Rock se realizó el 25 de septiembre de 2004 en el Paraguay Beach Park (Rakiura en la actualidad) y reunió a cerca de 60.000 personas. Actuaron: Deliverans, Cecilia Henríquez, Revolber, Paiko, La Vela Puerca, Hereford, La Mosca, Bersuit Vergarabat y Molotov.
En 2005 se celebraron dos festivales de Pilsen Rock: Uno el 14 de mayo con Ratones Paranoicos, Attaque 77, Paralamas, Miranda!, Buitres, y las nacionales Revolber, Flou, S.K.A. y Ronaldo Chaparro; el otro fue el 22 de octubre, el festival congregó a 70.000 espectadores en el Jockey Club. Se presentaron grupos paraguayos, argentinos, uruguayos y brasileños: Gaia, Per Se, Bajo Zero, Rolando Chaparro, Aura, Moon Ska Monkeys, Cidade Negra, No Te Va Gustar, Los Auténticos Decadentes, Rata Blanca, FLOU, S.K.A., Trotsky, Revolber y La Mosca.
El 16 de septiembre de 2006, el último Pilsen Rock en Paraguay, reunió a las siguientes bandas: Peter Punk, Orchablex, Vecindad Autopsia, Rolando Chaparro, Ripe Banana Skins, Área 69, 2 Minutos, Revolber, Divididos, SKA, Intoxicados, La Secreta y FLOU.

## Patrocinios
Pilsen auspició a la Selección Paraguaya de Fútbol para su participación en cuatro mundiales: Francia 98, Corea-Japón 2002, Alemania 2006 e Sudáfrica 2010. A raíz de esto ha sido una marca identificada con el deporte y su práctica amateur.

## Variedades
- Pilsen (Tradicional –Pilsener)

- Pilsen Night

- Pilsen Ñande (amber lager, weisse con Apepu - kuratu y dark lager con miel de caña)